# Почта Сенегала

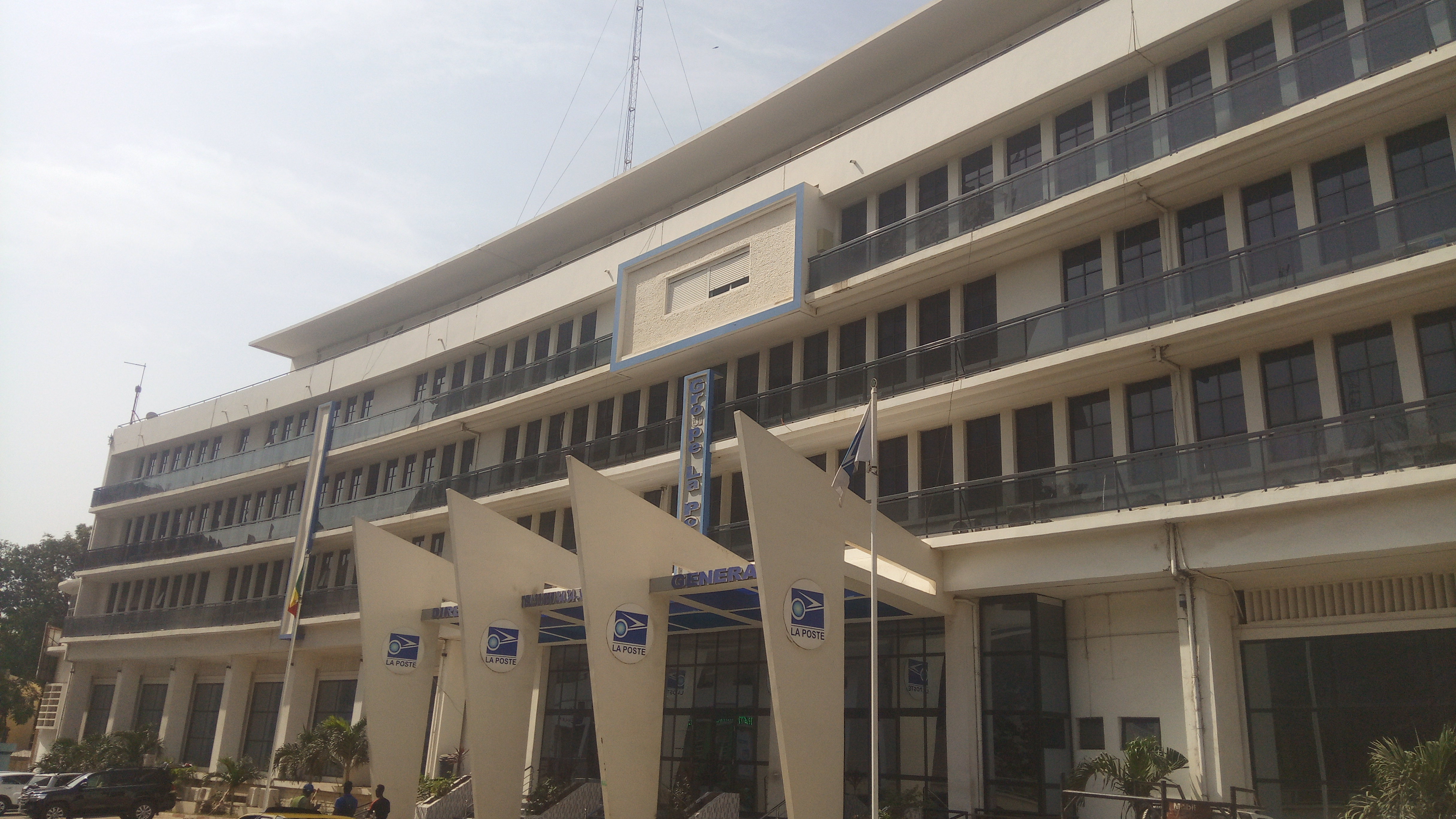
Главное управление Сенегальской почты в Дакаре.

Почта Сенегала — публичная компания, отвечающая за почтовые услуги в Сенегале. Почта Сенегала является членом Всемирного Почтового Союза.

## История
Появление почтовой системы в Сенегале совпадает с колониальным завоеванием страны. Почта служила важнейшим инструментом колониализма. До колонизации никакой организованной почтовой системы не существовало. Вместо этого, информацией обменивались лично, отправляясь пешком или на лошадях.
Раньше передача важных сообщений на короткие расстояния также осуществлялась с помощью барабанов, играющих в определённом ритме. Это использовалось, чтобы объявить о таких событиях, как свадьба, рождение ребенка, крещение, смерть, вражеское нападение и подготовка к военной экспедиции. При колониализме появился более быстрый способ коммуникации. Для правителей общение с другими правителями и с их подданными, распространённое по всей стране, становилось все более насущной потребностью. С тех пор они имели при своих дворах эпистолярную службу, задачей которой было вести переписку.
Люди, говорящие на арабском, французском и других африканских языках, отвечали за эту систему, которая все больше и больше напоминала почтовую службу. В Сенегале полноценная почтовая служба действует с 1626 года, когда началось почтовое сообщение между Сенегалом и Францией. В первые 38 лет суда из торговых ассоциаций Руана и Дьеппа перевозили почтовые посылки между двумя странами.

## Видение компании
Почтовый сектор рассматривается как ускоритель инклюзивного развития и неотъемлемая часть мировой экономики.
Учитывая огромную скорость изменений, которые затрагивают мир, видение Всемирного почтового союза актуально как никогда. Благодаря своей роли в ускорении развития почтового сектора ВПС вносит свой вклад в развитие мировой экономики.
Это видение может стать реальностью только в том случае, если оно будет связано с подтвержденной приверженностью миссии Всемирного почтового союза. Эта миссия использует глобальный подход для удовлетворения приоритетов и потребностей каждой страны и региона.

## Миссия компании
«Стимулировать устойчивое развитие универсальных почтовых услуг высокого качества, легкости и доступности для облегчения коммуникации между жителями этой планеты путем:
- Обеспечение свободного обращения почты на единой почтовой территории, состоящей из взаимосвязанных сетей,
- Поощрение принятия общих норм, которые являются справедливыми и благоприятствуют использованию технологий,
- Обеспечение сотрудничества и взаимодействия между сторонами,
- Содействие эффективному техническому сотрудничеству; и
- Оставаясь в курсе удовлетворения растущих потребностей клиентов.»

## Дочерние компании почты
- ЕМС СЕНЕГАЛ — акционерное общество в Дакаре.
- ПОСТФИНАНСЕС — дочерняя компания, созданная в рамках реформы почтового сектора в Сенегале.